# Stjärtstyrverk

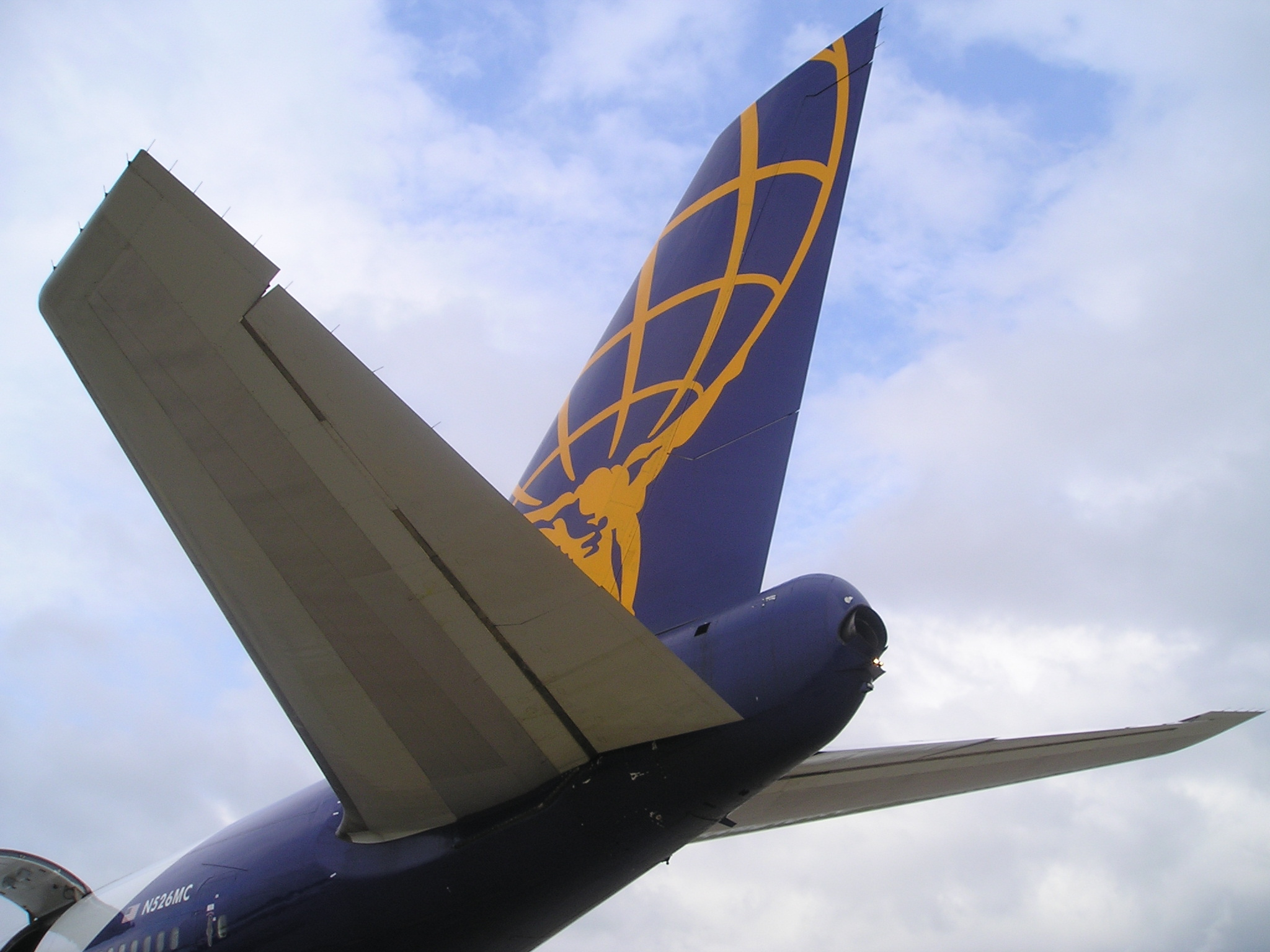
Stjärtstyrverket hos en Boeing 747-200.

Stjärtstyrverk (engelska: empennage), även kallat stjärtparti (engelska: tail assembly) eller bara stjärt (engelska: tail), är den struktur längst bak hos konventionella flygplan som ger aerodynamisk stabilitet under flygning genom luftmotståndet mot olika stabiliseringsplan (likt fjädrarna hos en pil). Sådana plan utgörs vanligen av två typer: vertikala stabiliseringsplan kallade fenor (vanligen en enkel, central fena med sidoroder) och ett horisontellt stabiliseringsplan kallad stabilisator (vanligen sträckt utöver vardera sidan av stjärtpartiet med höjdroder i bakkanten).
Det förekommer dock olika former av snedställda stabiliseringsplan, såsom så kallade V-stjärtar, där fena och stabilisator kombinerats till två snedställda roder likt ett V. Istället för enkelfena förekommer vanligen även dubbla fenor, antingen monterade på flygkroppen eller längst ut på stabilisatorspetsarna, liknande ett "H" sett framifrån. Hos stjärtstyrverk med enkelfena är det heller inte ovanligt att stabilisatorn sitter på själva fenan, antingen mitt på som ett litet "t", eller längst upp likt ett stort "T".

## Galleri

Kroppsmonterad stabilisator
Gemen t-stjärt
Versal T-stjärt
Rörlig stabilisator

### Webbkällor
- Jetdrivna passagerarflygplan, av Gösta Magnusson i Teknisk Tidskrift